# Gilmanton, Wisconsin
Gilmanton là một thị trấn thuộc quận Buffalo, tiểu bang Wisconsin, Hoa Kỳ. Năm 2010, dân số của thị trấn này là 414 người.